# 12-クラウン-4
12-クラウン-4（英: 12-Crown-4）は、クラウンエーテルの一種。化学式はC8H16O4で表される。酸触媒下でエチレンオキシドを四量化することで生成する。
リチウム+イオンと特異的に錯体を形成する。
日本の消防法では、危険物第4類第3石油類（水溶性）に区分される。